# اندیس قره شیر علی
قره شیر علی یک اندیس فلزی است که در حوالی شهر عشق آباد استان خراسان قرار دارد و مادهٔ معدنی موجود در آن، سرب است. سنگ میزبان این اندیس شیبل (شمشک) است و دیرینگی آن به دوران ژوراسیک پایانی می‌رسد.